# Bahnhof Krefeld-Uerdingen
Der Bahnhof Krefeld-Uerdingen ist der Regionalbahnhof der bis 1929 eigenständigen Stadt Uerdingen. Er befindet sich im Nordosten Krefelds, nahe der Grenze zu Duisburg, Stadtbezirk Rheinhausen.

## Geschichte

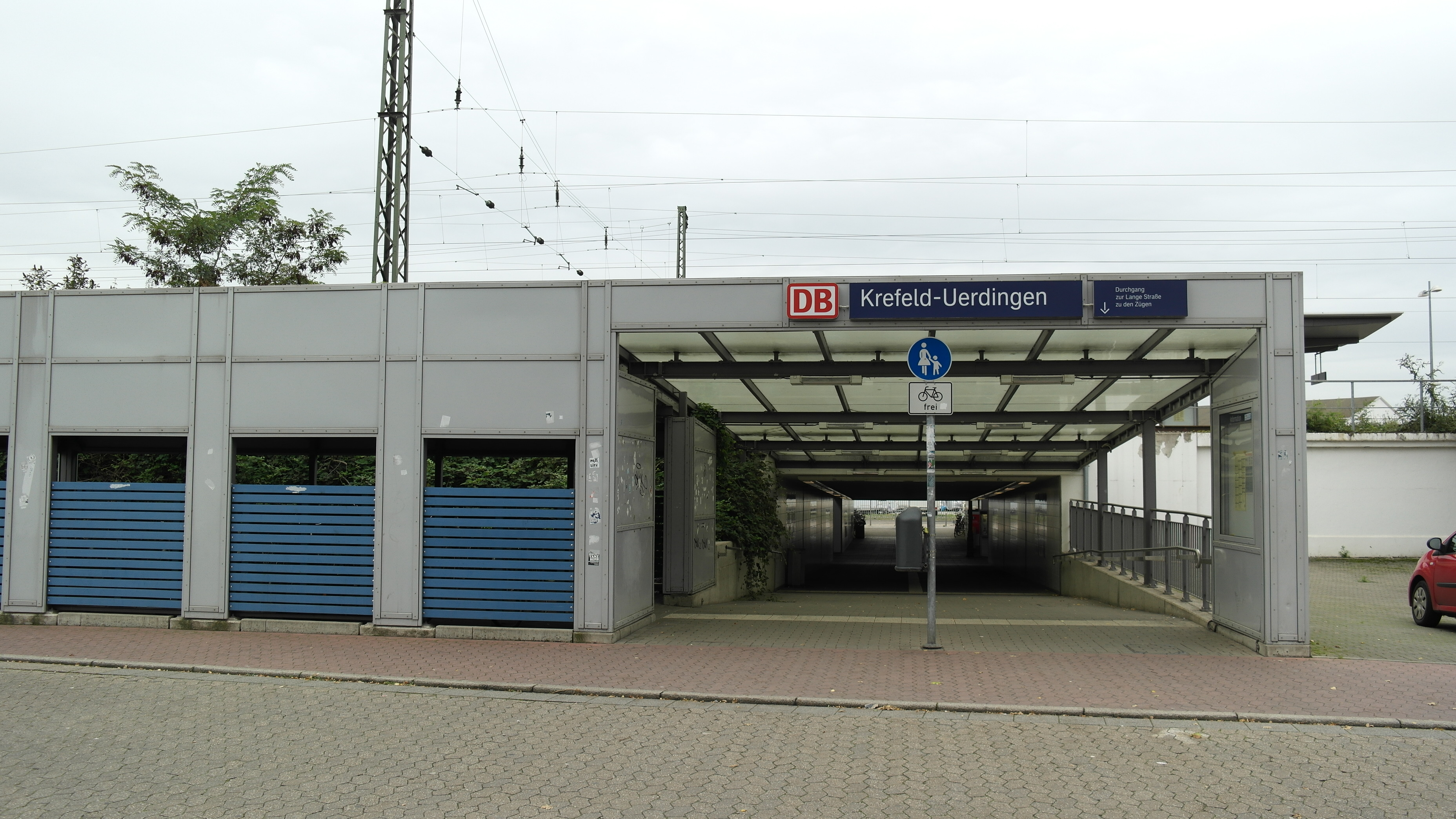
Neuer Bahnhofszugang, 2015

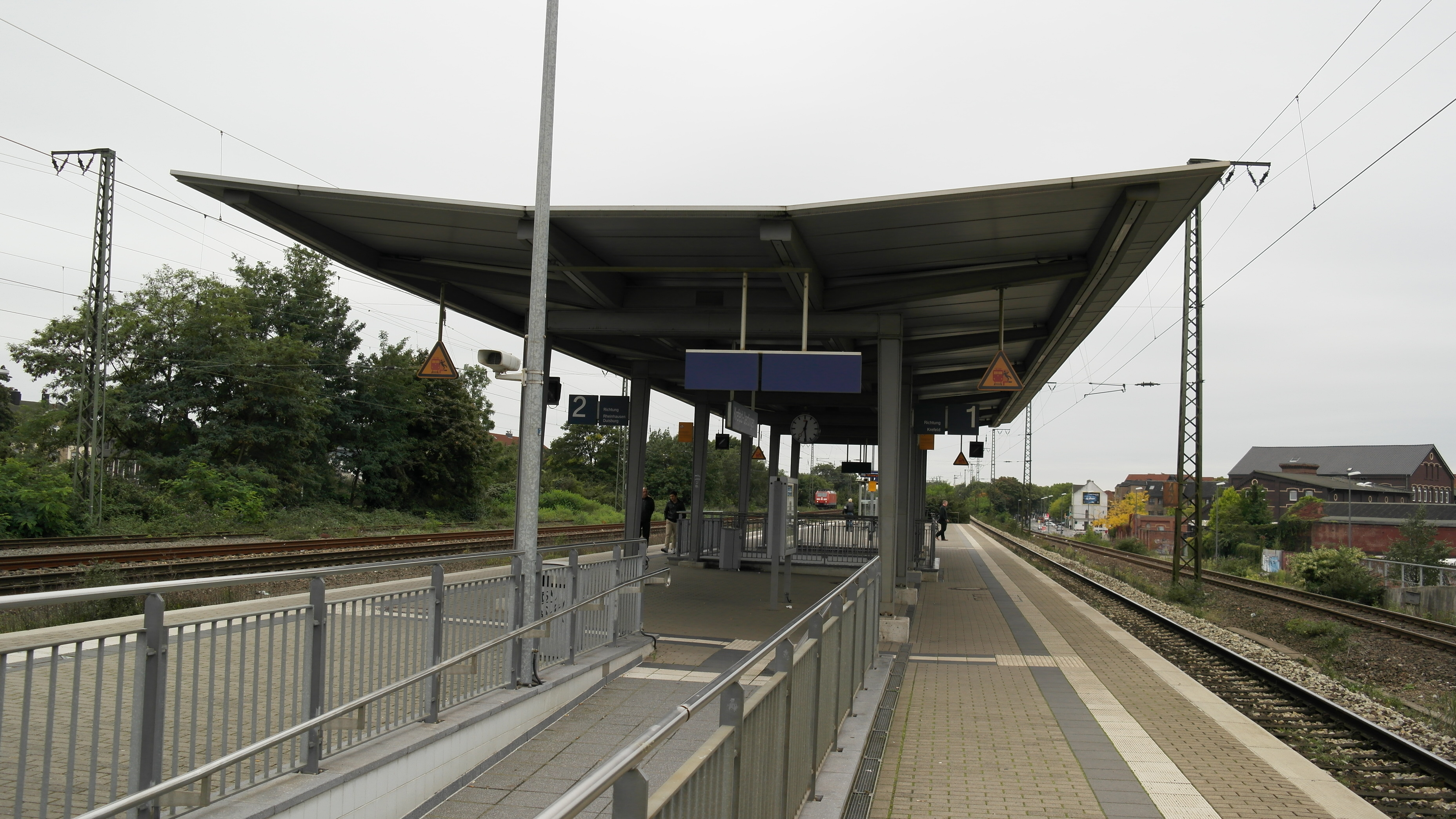
Bahnsteig, Blickrichtung Krefeld Hbf, 2015

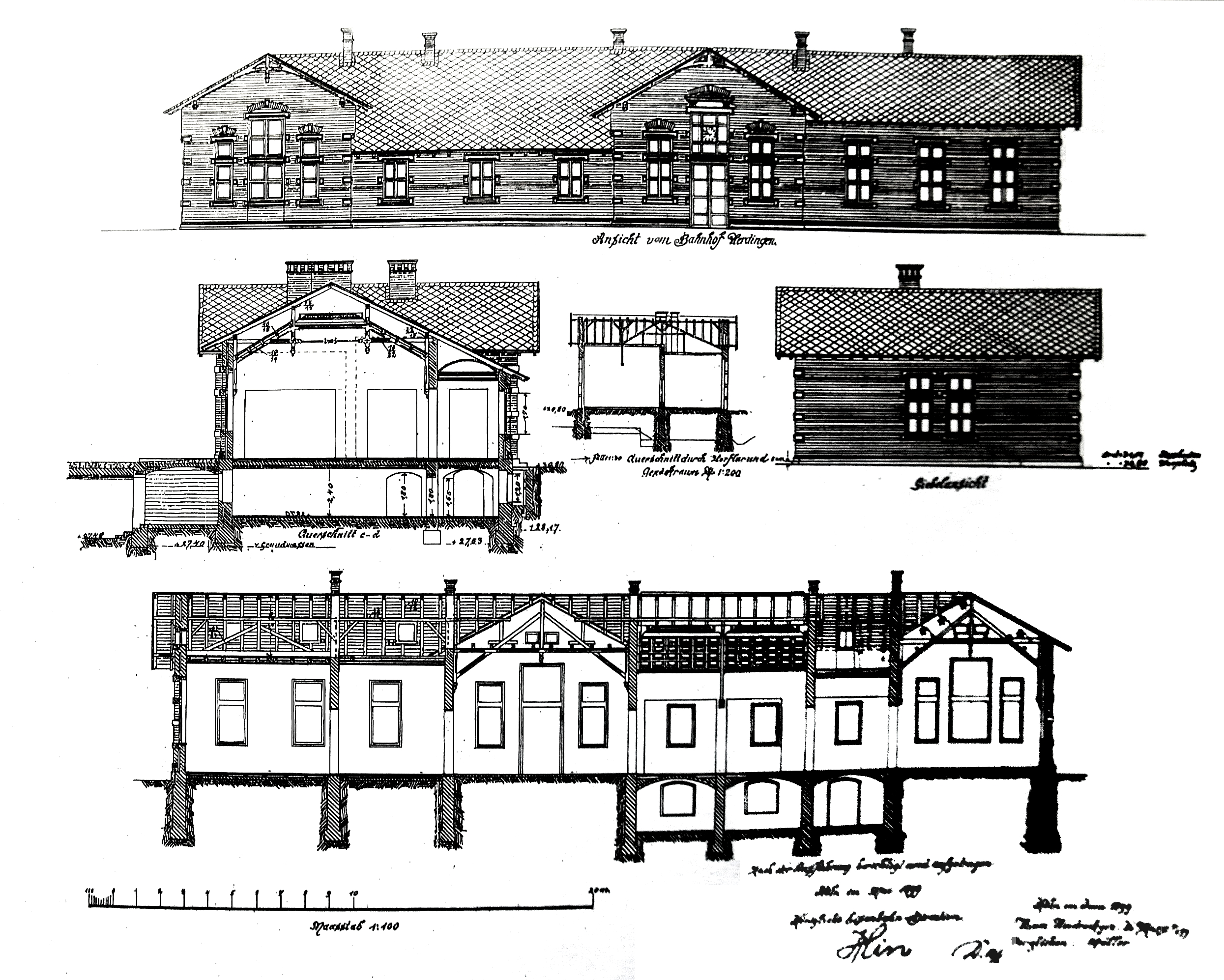
Zeichnung des alten Bahnhofsgebäudes, 1899

Der Bahnhof wurde am 29. September 1849 unter dem Namen Uerdingen in Betrieb genommen. Ab dem 5. Oktober 1849 wurde die gesamte Bahnstrecke von Uerdingen nach Homberg und von 1852 bis 1885 zum damaligen Trajekt Ruhrort–Homberg befahren, diese Strecke wurde 1961 stillgelegt. Seit dem 1. September 1866 war Uerdingen auch Haltepunkt an der Bahnstrecke Osterath–Dortmund Süd von Meerbusch-Osterath bis Essen und seit 1874 bis Dortmund, zunächst über das Trajekt Rheinhausen-Hochfeld, ab 1873 dann über die Duisburg-Hochfelder Eisenbahnbrücke.
Das heutige, nicht mehr in Benutzung befindliche Empfangsgebäude wurde 1899 durch die Königliche Eisenbahn-Direction Köln errichtet, es ersetzte das erste Gebäude aus dem Jahre 1849. Die denkmalgeschützte Bahnsteigabdeckung bestand aus 32 mit stilisierten floralen Motiven geschmückten Gusssäulen auf zunächst vier-, später achtkantigen Sockeln und war von der Eisengiesserei Johannes Wöller aus Uerdingen hergestellt worden.
Der Haltepunkt wurde 1927 in Uerdingen (Rh) umbenannt. Nach dem Zusammenschluss der der beiden Städte Krefeld und Uerdingen am Rhein 1929 zur Stadt und Stadtkreis Krefeld-Uerdingen am Rhein, sollte der Bahnhof entsprechend dem Gemeinschaftsvertrag der beiden Städte die Bezeichnung Krefeld-Uerdingen-Rheinbahnhof (Krefeld: Krefeld-Uerdingen-Hbf) tragen. 1940 wurde er in Krefeld-Uerdingen umbenannt, diese Bezeichnung trägt er bis heute. Ende der 1990er Jahre begannen Überlegungen zur barrierefreien Ausstattung des Bahnhofs. Der Bahnsteig wurde dafür 2009/2010 um circa 70 Zentimeter angehoben. In diesem Zusammenhang musste die historische Bahnsteigüberdachung abgebaut werden.
Das ebenfalls denkmalgeschützte Bahnhofsgebäude stand ab 2009 leer, nachdem es zuletzt eine Taxizentrale und einen Pub beherbergt hatte. Bestehende Planungen einer Investorengruppe, in dem Gebäude ein Brauhaus einzurichten, wurden 2013 verworfen. 2017 hat das Tambour- und Fanfarenkorps Spielfreunde Uerdingen das Bahnhofsgebäude als Vereinsheim erworben und 2021 feierlich eröffnet.

## Anlagen
Nördlich des Haltepunktes liegt der Güterbahnhof mit mehreren Ausweich- und Abstellgleisen, auch ein Anschluss zum Chempark (früher Bayer AG) besteht hier.

## Bedienung

### Regionalverkehr
| Linie | Linienverlauf | Takt                                             |
| ----- | --- | ------------------------------------------------ |
| RE 42 | Niers-Haard-Express: Münster (Westf) Hbf – Münster-Albachten (stündlich) – Senden-Bösensell – Nottuln-Appelhülsen – Buldern – Dülmen – Sythen – Haltern am See – Marl-Sinsen – Recklinghausen Hbf – Recklinghausen Süd – Wanne-Eickel Hbf – Gelsenkirchen Hbf – Essen Hbf – Mülheim (Ruhr) Hbf – Duisburg Hbf – Rheinhausen – Krefeld-Uerdingen – Krefeld Hbf – Viersen – Mönchengladbach Hbf Stand: Fahrplanwechsel Dezember 2021 | 30 min (Münster–Essen) 60 min (Essen–M’gladbach) |
| RB 33 | Rhein-Niers-Bahn: Essen-Steele – Essen Hbf – Essen West – Mülheim (Ruhr) Hbf – Mülheim (Ruhr)-Styrum – Duisburg Hbf – Duisburg-Hochfeld Süd – Rheinhausen Ost – Rheinhausen – Krefeld-Hohenbudberg Chempark – Krefeld-Uerdingen – Krefeld-Linn – Krefeld-Oppum – Krefeld Hbf – Forsthaus – Anrath – Viersen – Mönchengladbach Hbf – Rheydt Hbf – Wickrath – Herrath – Erkelenz – Hückelhoven-Baal – Brachelen – Lindern – Geilenkirchen – Übach-Palenberg – Herzogenrath – Kohlscheid – Aachen West – Aachen Schanz – Aachen Hbf Stand: Fahrplanwechsel Juni 2022 | 60 min                                           |
| RB 35 | Emscher-Niederrhein-Bahn: Gelsenkirchen Hbf – Essen Zollverein Nord – Essen-Altenessen – Essen-Bergeborbeck – Essen-Dellwig – Oberhausen Hbf – Duisburg Hbf – Duisburg-Hochfeld Süd – Rheinhausen Ost – Rheinhausen – Krefeld-Hohenbudberg Chempark – Krefeld-Uerdingen – Krefeld-Linn – Krefeld-Oppum – Krefeld Hbf – Forsthaus – Anrath – Viersen – Mönchengladbach Hbf Stand: Fahrplanwechsel Dezember 2021 | 60 min                                           |

### Öffentlicher Personennahverkehr
Der Bahnhof ist unter der Bezeichnung Uerdingen Bf Endpunkt der Straßenbahnlinie 043 (Bockum – Hauptbahnhof). Am Bahnhof halten außerdem die Buslinien 054 (Willich–Anrath), 058 (Gartenstadt–Traar), 831 (Meerbusch–Chempark), 927 (Bockum–Duisburg-Rheinhausen) 941 (Duisburg–Buchholz) und SB 80 (Moers über Rumeln–Kaldenhausen) sowie die Nachtlinien NE8 und NE27. Es gilt der Verbundtarif des VRR.

#### Straßenbahn
| Linie | Linienverlauf                                             | Takt   |
| ----- | --------------------------------------------------------- | ------ |
| 043   | Krefeld Hbf – Rheinstraße – Bockumer Platz – Uerdingen Bf | 15 min |

#### Buslinien
| Linie | Linienverlauf |        |
| ----- | --- | ------ |
| SB 80 | Am Röttgen – Uerdingen Bf – Duisburg-Rumeln-Kaldenhausen – Moers Königlicher Hof |        |
| 054   | Willich-Anrath Johannesstraße – Anrath Bf – Anrath Meisfeldstraße – Krefeld-Holterhöfe – Tackheide – Krefeld Hbf – Rheinstraße – Bockumer Platz – Uerdingen Bf                              |        |
| 058   | Königshof – Krefeld Hbf – Rheinstraße – Verberg – Gartenstadt – Uerdingen Bf – Elfrather Mühle – Traar                                                                                      |        |
| 831   | HPZ Uerdingen – Uerdingen Bf – Krefeld Rheinhafen – Krefeld-Gellep-Stratum – Meerbusch-Lank, Hauptstraße – Auf der Gath – Meerbusch Haus Meer                                               |        |
| 927   | Rheinhausen Markt – Rheinhausen Bf – Rheinhausen Bf/Kaiserstraße – Friemersheim – Hohenbudberg Chempark (Tor 2) – Krefeld-Uerdingen Bf – Bockumer Platz – Krefeld-Rheinstraße – Krefeld Hbf |        |
| 941   | Krefeld-Uerdingen Bf – Ehinger Berg – Hüttenheim – Huckingen Sittardsberg – Keniastraße – Unfallklinik – Buchholz – Wolfssee                                                                |        |
| NE8   | Fischeln Grundend – Stahldorf – Krefeld Hbf – Rheinstraße – Verberg – Gartenstadt – Uerdingen Bf – Elfrather Mühle – Elfrath Rumelner Straße                                                |        |
| NE27  | Rheinhausen Markt – Rheinhausen Bf – Rheinhausen Bf/Kaiserstraße – Friemersheim – Hohenbudberg Chempark (Tor 2) – Krefeld-Uerdingen Bf – Bockumer Platz – Krefeld-Rheinstraße – Krefeld Hbf | 60 min |